# Beastly (romanzo)
Beastly, composto nel 2007, è il quinto libro della scrittrice statunitense Alex Flinn, ma il primo ad essere stato pubblicato in Italia nel 2010.
In questa rivisitazione in chiave moderna della favola La bella e la bestia, l'autrice ha voluto prendere spunto dalle versioni di Jeanne-Marie Leprince de Beaumonte di Gabrielle Susanne Barbot de Gallon de Villeneuve, mantenendo attiva tra i personaggi la strega che compie l'incantesimo, e vuole catalizzare l'attenzione sia sulla loro storia d'amore, ma soprattutto sullo stato d'animo dei protagonisti, entrambi abbandonati dai genitori, seppur per motivi diversi, senza però volerli colpevolizzare o farli apparire così cattivi, come può avvenire, ad esempio, nei racconti di Hänsel e Gretel o Biancaneve.

## Trama
Kyle Kingsbury è un sedicenne newyorkese, bello, ricco, popolare, ma arrogante e sbruffone con le persone esteticamente brutte e per questo suo modo di essere, viene messo sotto incantesimo da Kendra, una giovane strega dall'abbigliamento gotico. Viene, quindi, trasformato da umano a bestia, con peli su tutto il corpo, artigli e dentatura animale. Nella tasca del vestito che indossava al ballo di fine anno, ci sono due petali di una bellissima rosa bianca. Ogni petalo corrisponde ad un anno ed in totale ne ha due per spezzare la magia, trovando una persona di cui innamorarsi, che riesca a ricambiarlo nonostante il suo aspetto ed essere baciato entro la mezzanotte dell'ultimo giorno. Dopo essere stato visitato con esito negativo da diversi luminari delle medicina, il padre, famoso conduttore televisivo e, come il figlio, avverso a tutto ciò che è brutto, decide di segregarlo in un palazzo alla periferia di Brooklyn con la domestica Magda e, successivamente, con un insegnante cieco, Will, ed il suo cane-guida Pilot. Quando oramai è passato un anno, Adrian, così decide di farsi chiamare il ragazzo-bestia, sta per perdere le speranze, ma entra nella sua vita in un modo un po' rocambolesco Linda "Lindy" Owens. Il padre della ragazza è un ladro e drogato, che una notte cerca di far irruzione nel palazzo di Kyle, ma viene scoperto. Per salvarsi la vita, decide di barattare la sua libertà, dando in cambio la propria figlia. Dopo i primi mesi di diffidenza, tra i due nasce un buon rapporto, ma ad un certo punto, a costo di rimanere trasformato a vita, Adrian decide di lasciar andare la ragazza, preoccupata per il padre. L'ultimo giorno dell'incantesimo, Lindy si trova nei guai ed invoca il suo nome. Questi, non curante del rischio di farsi vedere in giro, corre a salvare la sua amata e, poco prima che scocchi la mezzanotte, la ragazza lo bacia e rimane sorpresa nel vedere che dietro l'aspetto da animale ci fosse Kyle Kingsbury, ragazzo per il quale si era presa una cotta. Nel corso dei due anni, Kyle era molto cambiato e si era affezionato alle uniche due persone che gli erano rimaste volontariamente vicino: Will e Magda. Decide così di chiedere a Kendra, tramite uno specchio magico, se mai fosse riuscito a raggiungere il suo obiettivo, che il primo potesse riottenere la vista e che la seconda potesse tornare dalla sua famiglia. Quindi, quando la magia svanisce e lui ha trovato l'amore della sua vita, l'insegnante torna a vedere e Kyle rimane sorpreso nel constatare che Magda altri non è che la strega stessa.

## Personaggi
- Adrian/Kyle Kingsbury: il protagonista che subisce l'incantesimo;
- Linda "Lindy" Owens: la ragazza innamorata di Kyle che spezzerà la magia, ignorando che Adrian è il ragazzo che ama;
- Magda/Kendra Hilferty: la strega che punirà Kyle e che gli farà da domestica con un aspetto diverso e col nome di Magda;
- Will Fratalli: insegnante cieco di Kyle e poi anche di Linda;
- Pilot: cane guida di Will e fedelissimo amico;
- Trey Parker: amico poi ex di Kyle;
- Sloane Hagen: fidanzata poi ex di Kyle;
- Signor Kingsbury: padre di Kyle;
- Signor Owens: padre di Linda.

## Adattamento cinematografico
Dal romanzo è stato tratto il film diretto da Daniel Barnz e interpretato da Alex Pettyfer (Kyle), Vanessa Hudgens (Lindy) e Mary-Kate Olsen (Kendra).

## Edizioni
- Alex Flinn, Beastly, traduzione di Tiziana Lo Porto, Y, Giunti, 2010,  pp.340, ISBN 978-88-09-74271-0.